# Lobato y Totulco
Lobato y Totulco är en ort i Mexiko.   Den ligger i kommunen Ignacio de la Llave och delstaten Veracruz, i den sydöstra delen av landet, 300 km öster om huvudstaden Mexico City. Lobato y Totulco ligger 9 meter över havet och antalet invånare är 145.
Terrängen runt Lobato y Totulco är mycket platt. Runt Lobato y Totulco är det glesbefolkat, med 12 invånare per kvadratkilometer. Närmaste större samhälle är Mixtequilla, 9,3 km norr om Lobato y Totulco. Omgivningarna runt Lobato y Totulco är en mosaik av jordbruksmark och naturlig växtlighet.